# Simon Magus

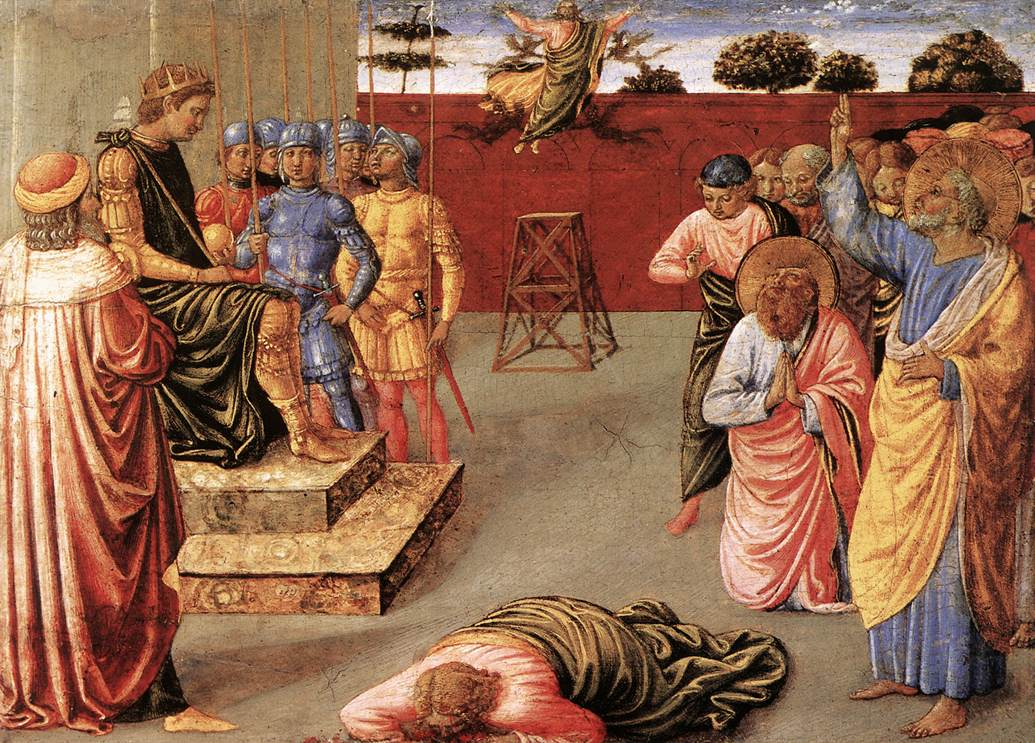
Simons fall (Benozzo Gozzoli, 1462).

Simon Magus, Simon magikern eller Simon trollkarlen är en biblisk figur. Han är en samarisk religiös ledare och finns omtalad i Apostlagärningarna 8:9-24.
Enligt olika tidigkristna författare, exempelvis kyrkofadern Irenaeus, var Simon den förste gnostikern och ledde en egen sekt där han själv spelade en gudomlig roll.
I den kristna apokryfa skriften Petrusakterna möts Petrus och Simon på Forum Romanum i Rom och tävlar i att göra under, varvid Petrus avgår med segern och Simon omkommer då han försöker flyga.